# رسلمانیا ۴۱
رسلمنیا ۴۱ (به انگلیسی: WWE WrestleMania 41) که با نام رسلمانیا وگاس نیز شناخته می‌شود، یک رویداد کشتی حرفه‌ای در سال ۲۰۲۵ بود که توسط پروموشن دبلیودبلیوئی و با شرکت کشتی‌‌گیران برندهای راو و اسمک‌داون تولید شد. این رویداد، چهل و یکمین رویداد سالیانه رسلمنیا بود و در تاریخ شنبه ۱۹ آوریل و یک‌شنبه ۲۰ آوریل به صورت دو شب در ورزشگاه الیجنت در پارادایس، نوادا برگزار شد و دومین رسلمنیا پس از رسلمنیا ۹ در سال ۱۹۹۳ است که در منطقه لاس وگاس برگزار شده است. این رویداد نخستین رسلمنیایی بود که از طریق پلتفرم نتفلیکس برای بیشتر بازارهای بین‌المللی پخش می‌شد؛ همچنین اولین رسلمنیا که در آخر هفته (عید پاک) برگزار شده و آخرین مسابقه جان سینا در رسلمنیا به دلیل بازنشستگی او از کشتی حرفه‌ای در پایان سال ۲۰۲۵ پس از ۲۳ سال فعالیت.

## پس‌زمینه
رسلمنیا، مهم‌ترین پی‌پرویو و رویداد کمپانی آمریکایی دبلیودبلیوئی است که از سال ۱۹۸۵ بدین‌سو همه ساله در حال برگزاری است. این رویداد، طولانی‌ترین رویداد سالیانه کشتی حرفه‌ای است که در حال تولید بوده و همچنان در حال برگزاری است و در کنار رویدادهای رویال رامبل، سامر اسلم، سروایور سریز و مانی این د بنک، جزء ۵ رویداد مهم دبلیودبلیوئی در سال است.
در ۴ مه ۲۰۲۴، در جریان مسابقه رانندگی که در ان‌بی‌سی پخش می‌شد، اعلام شد که چهل و یکمین رویداد رسلمنیا در ۱۹ و ۲۰ آوریل ۲۰۲۵ و همزمان با آخر هفته تعطیلات عید پاک در ورزشگاه الیجنت در پارادایس که پیشتر میزبان رویداد سامر اسلم ۲۰۲۱ بود، برگزار خواهد شد. شهر مینیاپولیس در ایالت مینه‌سوتا نیز از نامزدهای میزبانی این رویداد بود که در نهایت، میزبانی رویداد آتی سامر اسلم ۲۰۲۶ به این شهر رسید.
در جریان هفته منتهی به رسلمنیا، دبلیودبلیوئی رویدادهای متعددی را برگزار می‌کند؛ از جمله شوی هفتگی اسمک‌داون ویژه رسلمنیا، مراسم تالار مشاهیر و رویداد استند اند دلیور برند ان‌اکس‌تی و شوی راو بعد از رسلمنیا که اعلام شده تمامی این رویدادها در ورزشگاه تی موبایل برگزار خواهد شد.

## سایر رویدادهای هفته رسلمنیا

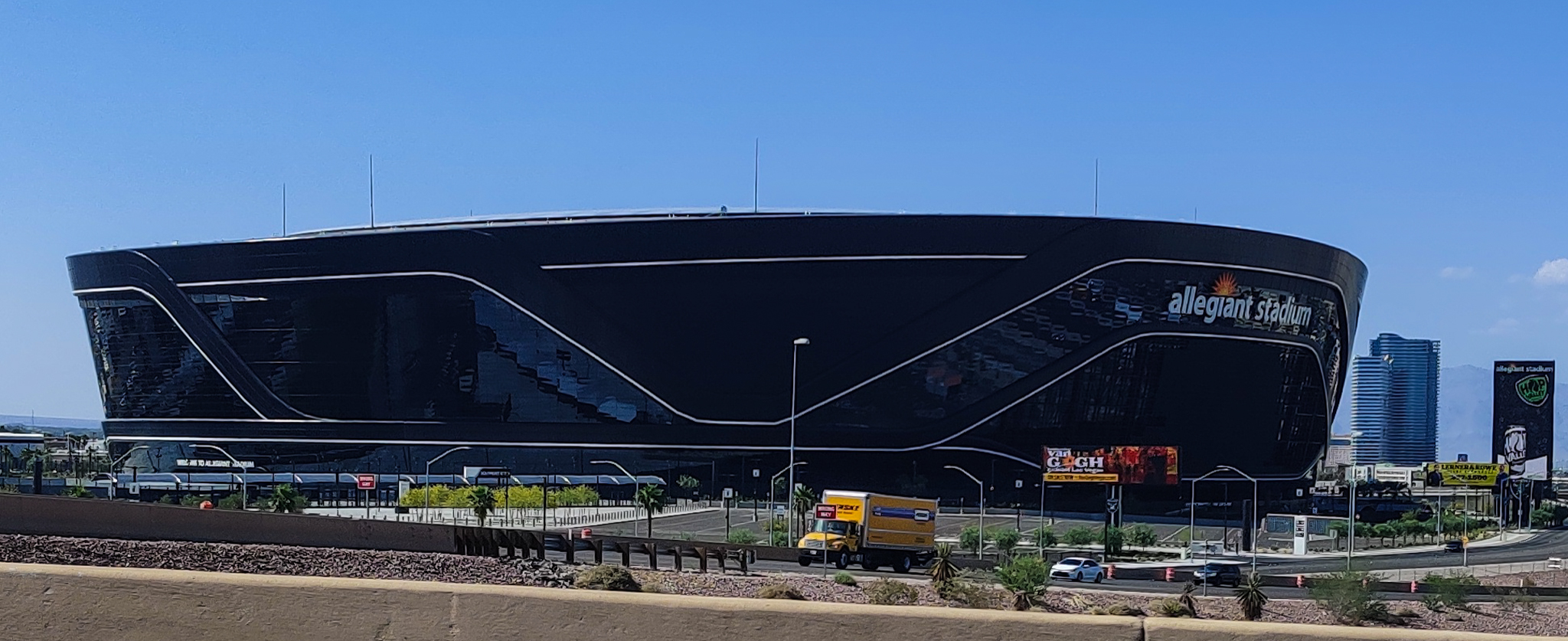
محل برگزاری رسلمنیا ۴۱، ورزشگاه الیجنت در پارادایس، نوادا

دبلیودبلیوئی به عنوان بخشی از هفته منتهی به رسلمنیا، چندین رویداد را در طول هفته برگزار خواهد کرد. شب قبل از رسلمنیا ۴۱ در جمعه ۱۸ آوریل، شوی ویژه اسمک‌داون برگزار خواهد شد. بلافاصله پس از پایان شو، مراسم تالار مشاهیر دبلیودبلیوئی در سال ۲۰۲۵ برگزار می‌شود که مهم‌ترین بخش این مراسم، افزوده شدن تریپل‌ اچ به تالار مشاهیر برای دومین بار است (بار اول او به عنوان عضو گروه دی‌اکس به تالار اضافه شده بود). در بعدازظهر روز شنبه، رویداد سالانه استند اند دلیور برند ان‌اکس‌تی برگزار خواهد شد. دوشنبه بعد از رسلمنیا به تاریخ ۲۱ آوریل نیز شوی راو بعد از رسلمنیا برگزار و هفته رسلمنیا به اتمام می‌رسد.

## داستان‌ها
همانند سایر رویدادهای کشتی حرفه‌ای، داستان‌ها از پیش تعیین شده بوده و خطوط داستانی در شوهای هفتگی راو و اسمک‌داون جریان داشته و در پایان منتهی به یک مسابقه در پی‌پرویو می‌شوند.

### مسابقات اصلی
در ۴ ژوئیه ۲۰۲۴ و در جریان رویداد مانی این د بنک، جان سینا رسما اعلام کرد که در پایان سال ۲۰۲۵ از کشتی حرفه‌ای بازنشسته خواهد شد و رسلمنیا ۴۱، آخرین حضور او در این رویداد خواهد بود. سینا پس از حذف شدن در رویال رامبل ۲۰۲۵، با حضور در مسابقه الیمینیشن چمبر مردان و پیروزی در این مسابقه موفق به فرصت برای کسب عنوان قهرمانی دبلیودبلیوئی و تبدیل شدن به رکورد ۱۷ بار قهرمان جهان شد. او پس از خیانت به کودی رودز در پایان این رویداد، برای اولین بار از سال ۲۰۰۳ به شخصیت منفور تبدیل شد.
پس از بازگشت سی‌ام پانک به دبلیودبلیوئی در سروایور سریز ۲۰۲۳، او بلافاصله هدف سث رالینز قرار گرفت. پانک در جریان رویال رامبل ۲۰۲۴، دچار پارگی ماهیچه سه‌سر ران شد و رسلمنیا ۴۰ را از دست داد. بعد از اینکه پانک از مصدومیت بازگشت، درگیری او و رالینز شدت بیشتری یافت. در سروایور سریز همان سال، پانک به‌خاطر دوست سابقش، پال هیمن، به عنوان پنجمین عضو به تیم رومن رینز در مسابقه وارگیمز ملحق شد و تیم رینز در این مسابقه به عنوان تیم برنده خارج شد. پال هیمن نیز در ازای این اتفاق، به پانک گفت که لطف او را جبران خواهد کرد. این اتفاق باعث خشمگین شدن بیشتر رالینز شد که علاوه بر پانک، با رینز نیز دشمنی دیرینه داشت. درگیری بین رالینز و پانک با مسابقه‌ای که این دو در جریان اولین شوی راو در نتفلیکس داشتند، به اوج رسید؛ مسابقه‌ای که با پیروزی پانک خاتمه یافت. در مسابقه رویال رامبل ۲۰۲۵، هر سه آنها در مسابقه حضور داشتند که پانک موفق شد هم رالینز و هم رینز را با هم حذف کند، هر چند خود او نیز اندکی بعد حذف شد. این سه نفر پس از این اتفاق، با یکدیگر درگیر شدند که منجر به دوری چند هفته‌ای رینز به‌خاطر مصدومیت شد. رالینز و پانک در مسابقه الیمینشن چمبر ۲۰۲۵ نیز حضور داشتند که اجرای فن استامپ روی پانک، باعث شکست او و پیروزی جان سینا در آن مسابقه شد؛ مسابقه‌ای که به قیمت از دست رفتن فرصت حضور در رسلمنیا برای پانک تلقی میشد. این دو سپس در هفته بعد در شوی راو در یک مسابقه در قفس به رویارویی پرداختند که در جریان این مسابقه، رینز از مصدومیت بازگشت و پس از خارج کردن رالینز از قفس و حمله کردن به او، به پانک نیز که در کنار پال هیمن بود، حمله کرد. در شوی اسمک‌داون به تاریخ ۳۱ مارس نیز این سه با یک‌دیگر درگیر شدند و هر سه آنها به لوگوی رسلمنیا اشاره کردند و چندی بعد، مسابقه این سه نفر رسما در رسلمنیا ثبت شد. در طی امضای قرارداد بین این سه که در هفته بعد برگزار شد، هیمن اعلام کرد که این مسابقه، مسابقه پایانی و مین‌ایونت شب اول رسلمنیا خواهد بود؛ اتفاقی که منجر شد پانک بالاخره بعد از سال‌ها بتواند مین‌ایونتر رسلمنیا شود. پانک با وجود تشکر، خطاب به رینز اعلام کرد که این، لطفی نبود که او از هیمن مدیون بود. در شوی اسمک‌داون به تاریخ ۴ آوریل، پانک به رینز گفت که هیمن در مسابقه آنها در رسلمنیا، نه به عنوان مشاور رینز، بلکه به عنوان دوست پانک، همراه او خواهد آمد و کنار رینگ خواهد بود، که باعث ناراحتی و خشمگین شدن رینز شد.

### دیگر مسابقات
در جریان شوی ویژه ستردی نایت مین ایونت، گانتر موفق به شکست جی اوسو شد و کمربند قهرمانی سنگین‌وزن جهان را حفظ کرد. اوسو هفته بعد در مسابقه رویال رامبل ۲۰۲۵ پیروز شد و حق مسابقه بر سر کمربند جهانی به انتخاب خودش در رسلمنیا ۴۱ را به دست آورد. در حالی که اوسو هنوز تصمیم خود را نگرفته بود، گانتر در شوی راو بعد از رویال رامبل اعلام کرد که اوسو باید قهرمان برند اسمک‌داون را انتخاب کند زیرا او قبلا اوسو را شکست داده و سزاوار دفاع از عنوانش در برابر شخصی مانند جان سینا بود. پس از حضور در اسمک‌داون آن هفته و صحبت با کودی رودز، اوسو در شوی راو به تاریخ ۱۰ فوریه حاضر شد اما مورد حمله گانتر واقع شد. پس از این اتفاق، اوسو اعلام کرد که گانتر و عنوان قهرمانی سنگین‌وزن جهان را برای مسابقه در رسلمنیا ۴۱ انتخاب کرده است.
در رویال رامبل، شارلوت فلیر از اسمک‌دان در مسابقه رویال رامبل زنان برنده شد، و فرصت مسابقه بر سر عنوان قهرمانی جهانی به انتخاب خود در رسلمنیا ۴۱ به دست آورد. متعاقباً فلیر در قسمت‌های از راو، ان اکس تی و اسمک‌داون ظاهر شد تا در نهایت با قهرمانان مربوط به هر برند روبرو شود و در نهایت قهرمان کمربند زنان دبلیودبلیوئی، تیفانی استراتون را انتخاب کرد.
در طول ماه فوریه، مسابقات مقدماتی برای تعیین شرکت‌کنندگان مسابقه الیمینیشن چمبر زنان برگزار شد که برنده آن مسابقه می‌توانست با قهرمان کمربند جهانی زنان برند راو در رسلمنیا مسابقه دهد. در جریان یکی از این مسابقات، قهرمان وقت کمربند یعنی ریا ریپلی به حریف ایو اسکای حمله کرد که به همین خاطر مسابقه به شکست اسکای منتهی شد. به همین خاطر، ریپلی به اسکای، قول یک مسابقه بر سر عنوان قهرمانی در شوی راو به تاریخ ۳ مارس که پس از الیمینیشن چمبر برگزار می‌شد را داد. در مسابقه الیمینیشن چمبر، بیانکا بلر از برند اسمک‌داون پیروز شد، در حالی که اسکای در شوی راو ریپلی را شکست داد و تأیید شد که در رسلمنیا، اسکای از کمربند قهرمانی خود مقابل بلر دفاع خواهد کرد. با این حال در طول مراسم امضای قرارداد در شوی راو به تاریخ ۳۱ مارس، ریپلی به هر دو نفر حمله کرد و به جای آن دو،قرارداد را امضاء کرد. سپس قرار بود در شوی ۳۱ مارس، ریپلی در یک مسابقه ریمچ با اسکای مسابقه دهد و داور ویژه نیز بیانکا بلر بود، که این مسابقه با دیسکالیفه شدن هر دو نفر پایان یافت که منجر به حفظ عنوان توسط اسکای شد. پس از درگیری این سه نفر، آدام پیرس به عنوان جنرال منیجر راو اعلام کرد که ریپلی نیز به مسابقه این دو در رسلمنیا اضافه خواهد شد.
در جریان مسابقه رویال رامبل، ای‌جی استایلز پس از چندین ماه دوری به‌دلیل مصدومیت، بازگشت غافلگیرکننده‌ای داشت و در این مسابقه شرکت کرد، اما توسط لوگان پاول که کشتی‌گیر برند راو بود، حذف شد. در جریان پنجره نقل و انتقالاتی میان دو برند، استایلز که پیش از مصدومیت عضو برند اسمک‌داون بود، به راو منتقل شد. پس از چندین هفته درگیری، استایلز، پاول را به مسابقه‌ای در شوی راو ۳۱ مارس به چالش کشید، اما پاول نپذیرفت و گفت که «مفت نمی‌جنگد» و به لوگوی رسلمنیا اشاره کرد. با رخ دادن درگیری میان این دو، مدیر برند راو یعنی آدام پیرس، مسابقه‌ای بین این دو در رسلمنیا ۴۱ ثبت کرد.
پس از اینکه ال‌ ای نایت در شوی ۷ مارس اسمک‌داون، مجددا قهرمان کمربند ایالات متحده شد، چندین کشتی‌گیر قصد خود را برای به چالش کشیدن نایت برای عنوان قهرمانی بیان کردند که یکی از آنها، جیکوب فاتو بود. در قسمت ۲۱ مارس، براون استرومن که در چند ماه گذشته درگیر رقابت با فاتو، سولو سیکوا و تاما تانگا بود، پس از حمله سیکوا و تاما  به استرومن، فاتو را از طریق دیسکالیفه شکست داد و در نتیجه، یک مسابقه بر سر عنوان قهرمانی در برابر نایت کسب کرد که آن مسابقه با حمله فاتو به هر دو نفر ناتمام ماند. در قسمت ۴ آوریل، فاتو توانست استرومن را در مسابقه «لست من استندینگ» شکست دهد و حق مسابقه بر سر کمربند ایالات متحده در رسلمنیا به دست آورد.
در شوی راو به تاریخ ۱۰ فوریه و در جریان مسابقات مقدماتی الیمینیشن چمبر، بیلی موفق به شکست قهرمان کمربند بین قاره‌ای زنان، لایرا والکیریا شد. دو هفته بعد، لیو مورگان و راکل رودریگز مجددا قهرمان کمربند تگ تیم زنان دبلیودبلیوئی شدند. در الیمینیشن چمبر، مورگان نیز شرکت داشت و موفق به حذف بیلی شد، گرچه خودش نتوانست برنده مسابقه شود. در شوی ۱۰ مارس راو، رودریگز توانست بیلی را شکست دهد و فرصت مسابقه بر سر کمربند بین قاره‌ای زنان مقابل والکیریا را به دست آورد، اما علی‌رغم باخت، والکیریا به بیلی قول داد که در آینده به او یک مسابقه بر سر کمربند بدهد. در شوی ۲۴ مارس، والکیریا توانست با وجود دخالت مورگان، رودریگز را شکست دهد. پس از مسابقه، رودریگز و مورگان به والکیریا حمله کردند که بیلی به کمک او آمد. در شوی ۷ آوریل راو، والکیریا توانست با موفقیت از عنوانش مقابل بیلی دفاع کند و در اسمک‌داون آن هفته، این دو نفر با همدیگر تیم شده و در مسابقه تگ تیم زنان پیروز شدند تا فرصت مسابقه بر سر کمربند قهرمانی تگ تیم زنان را در رسلمنیا به دست آورند.
در شوی اسمک‌داون به تاریخ ۲۲ نوامبر ۲۰۲۴، جید کارگیل توسط یک مهاجم ناشناس در پارکینگ مورد حمله قرار گرفت و اعلام شد که به دلیل مصدومیت، برای مدت نامشخصی قادر به مسابقه دادن نیست. در طول غیبت کارگیل، نائومی داوطلب شد تا به عنوان نیمی از قهرمانان تگ‌ تیم زنان دبلیودبلیوئی، جایگزین کارگیل شود. نائومی و بیانکا بلیر همچنین تحقیقات خود را در مورد حمله به کارگیل آغاز کردند و فرض کردند که لیو مورگان و راکل رودریگز، عاملان حمله به کارگیل بودند و موافقت کردند که در شوی راو به تاریخ ۲۴ فوریه ۲۰۲۵، از عناوین قهرمانی مقابل آنان دفاع کنند، مسابقه‌ای که با شکست آنها و از دست رفتن کمربندها برای آنها همراه شد. در مسابقات مقدماتی الیمینیشن چمبر، هم نائومی و هم بلر موفق به شکست رقبا شدند و به این مسابقه راه یافتند. با این حال پیش از شروع مسابقه، کارگیل به میادین بازگشت و با خشونت به نائومی حمله کرد، اتفاقی که منجر شد نائومی قادر به مسابقه دادن نباشد. در شوی اسمک‌داون بعدی، نائومی فاش کرد که او بوده است که به کارگیل حمله کرده و پشیمان است که چرا زودتر این کار را انجام نداده بود، اتفاقی که منجر به هیل شدن نائومی برای اولین بار از سال ۲۰۱۶ شد. در هفته‌های بعد این دو به طور مداوم به یک‌دیگر حمله می‌کردند که در نهایت جنرال منیجر برند اسمک‌داون، نیک آلدیس، مسابقه‌ای بین این دو در رسلمنیا ۴۱ ثبت کرد.
در شوی راو به تاریخ ۱۷ فوریه، پس از پایان مسابقه دامینیک میستریو، قهرمان کمربند بین قاره‌ای، بران بریکر به طور تصادفی به میستریو حمله کرد که منجر به مسابقه عادی و بدون کمربند بین او در شوی هفته بعد شد. آن مسابقه پس از حمله اعضای تیم جاجمنت دی، کارلیتو و فین بلر، ناتمام ماند. در هفته بعد نیز مجددا جاجمنت دی به بریکر حمله کرد اما این بار بریکر دست بالاتر را داشت. در شوی ۱۷ مارس، میستریو درباره اضافه کردن پنتا به تیم صحبت کرد که باعث عصبانیت بلر شد. در اواخر همان شب، بریکر توانست بلر را شکست دهد و کمربند بین قاره‌ای را حفظ کند. پس از مسابقه، میستریو و کارلیتو پیش از آنکه پنتا حاضر شود، به بریکر حمله کردند و پس از آن، بریکر و پنتا به یک‌دیگر خیره شدند. هفته بعدی، میستریو به طور رسمی به پنتا پیشنهاد داد تا عضو جاجمنت دی شود. بعدا در همان شب و در جریان مسابقه بریکر و پنتا بر سر کمربند بین قاره‌ای، کارلیتو و میستریو به بریکر حمله کردند که منجر به ناتمام ماندن مسابقه و حفظ کمربند بریکر شد. پس از مسابقه، میستریو تلاش کرد تا پنتا با صندلی به بریکر حمله کند، اما به جای آن پنتا به میستریو حمله کرد. سپس بریکر و پنتا در هفته بعد در یک مسابقه تگ تیم با بلر و میستریو روبه‌رو شدند که بریکر به طور تصادفی با اسپیر به پنتا حمله کرد. در شوی ۷ آوریل، آدام پیرس رسما اعلام کرد که بریکر در رسلمنیا از کمربند خود مقابل بلر، میستریو و پنتا در یک مسابقه ۴ جانبه دفاع خواهد کرد.
در طول اواخر سال ۲۰۲۴ و اوایل سال ۲۰۲۵، چد گیبل در برابر چندین لوچادور (کشتی‌گیران ماسک‌پوش) متحمل شکست شد. گیبل متعاقبا برای حل این مشکل از دبلیودبلیوئی مرخصی گرفت. در شوی راو به تاریخ ۱۰ مارس، یک لوچادور ناشناس با ماسکی به سبک آمریکایی، باعث باخت ری میستریو و دراگون لی در مسابقه تگ تیم مقابل تیم چد گیبل یعنی امریکن مید شد. گیبل انکار کرد که او لوچادور بوده است. کشتی‌گیر ماسک‌پوش که نام آن «اِل‌گرانده اِمریکانو» نامیده شد، توانست در «اولین» مسابقه خودش، دراگون لی را شکست دهد. دو هفته بعد، امریکن مید به همراه ال‌گرانده موفق به شکست دراگون لی و هم‌تیمی‌هایش در LWO شدند. بعدا همان شب، میستریو گفت که ال‌گرانده، هنر و سنت لوچالیبره را به سخره گرفته و درخواست مسابقه‌ای مقابل او کرد که با پذیرش آدام پیرس مواجه شد و به درخواست میستریو، مسابقه این دو برای رسلمنیا ثبت شد.
بلافاصله پس از قهرمانی درو مکینتایر در مسابقه بر سر عنوان قهرمانی سنگین‌وزن جهان در رسلمنیا ۴۰، او به رقیب وقت خود، سی‌ام پانک که گزارشگر مهمان آن مسابقه بود، طعنه زد. پانک نیز متعاقبا به مکینتایر حمله کرد که این اتفاق به دیمین پریست اجازه داد تا کیف مانی این د بنک خودش را کش کند و قهرمان کمربند سنگین‌وزن شود تا مکینتایر تنها برای کمتر از ۶ دقیقه قهرمان جهان باشد. در طول چند ماه بعد، پریست و مکینتایر به دشمنی خود ادامه دادند و پریست توانست مکینتایر را در کلش ات د کسل شکست دهد و کمربند قهرمانی‌اش را حفظ کند. در مانی این د بنک، مکینتایر در این مسابقه پیروز شد و بعدا همان شب، کیف خود را روی پریست کش کرد که ناموفق بود، هر چند بعدا پریست در سامراسلم کمربند خود را به گانتر باخت. در ژانویه ۲۰۲۵ و در جریان پنجره نقل و انتقالاتی، هر دوی آنها به برند اسمک‌داون منتقل شدند. آنها هم در مسابقه رویال رامبل و هم در الیمینیشن چمبر به رقابت با یک‌دیگر پرداختند که در هر دوی این موارد، پریست مکینتایر را از جریان مسابقات حذف کرد. پس از حذف پریست در الیمینیشن چمبر، مکینتایر به پریست برای تلافی حمله کرد که به قیمت حذف پریست برای او تمام شد. پس از چند هفته درگیری میان این دو، در ۱۰ آوریل، نیک آلدیس مسابقه بدون قانون بین این دو در رسلمنیا ثبت کرد.
پس از حذف بیگ‌ ای از تیم نیو دی در شوی راو به تاریخ ۲ دسامبر ۲۰۲۴، کوفی کینگستون و اگزویر وودز، هدف خود را قهرمانی کمربند تگ تیم جهان که در دستان وار ریدرز (اریک و آیوار) بود گذاشتند. در طول مسابقه بر سر کمربند بین این دو تیم در شوی راو به تاریخ ۷ آوریل ۲۰۲۵، وودز سعی کرد با صندلی به اریک ضربه بزند؛ با این حال، داور دید که به طور ناخواسته این اریک است که به وودز ضربه زده و بنابراین نیو دی از طریق دیسکالیفه شدن وار ریدرز برنده مسابقه شدند، با این حال با توجه به اینکه قهرمان کمربند تنها در صورت پین شدن یا سابمیشن عوض می‌شود، وار ریدرز همچنان قهرمان تگ تیم جهان باقی ماندند. در شوی ۱۱ آوریل، آدام پیرس اعلام کرد که مسابقه مجددی میان این دو تیم در رسلمنیا بر سر عناوین قهرمانی تگ تیم جهان برگزار خواهد شد.

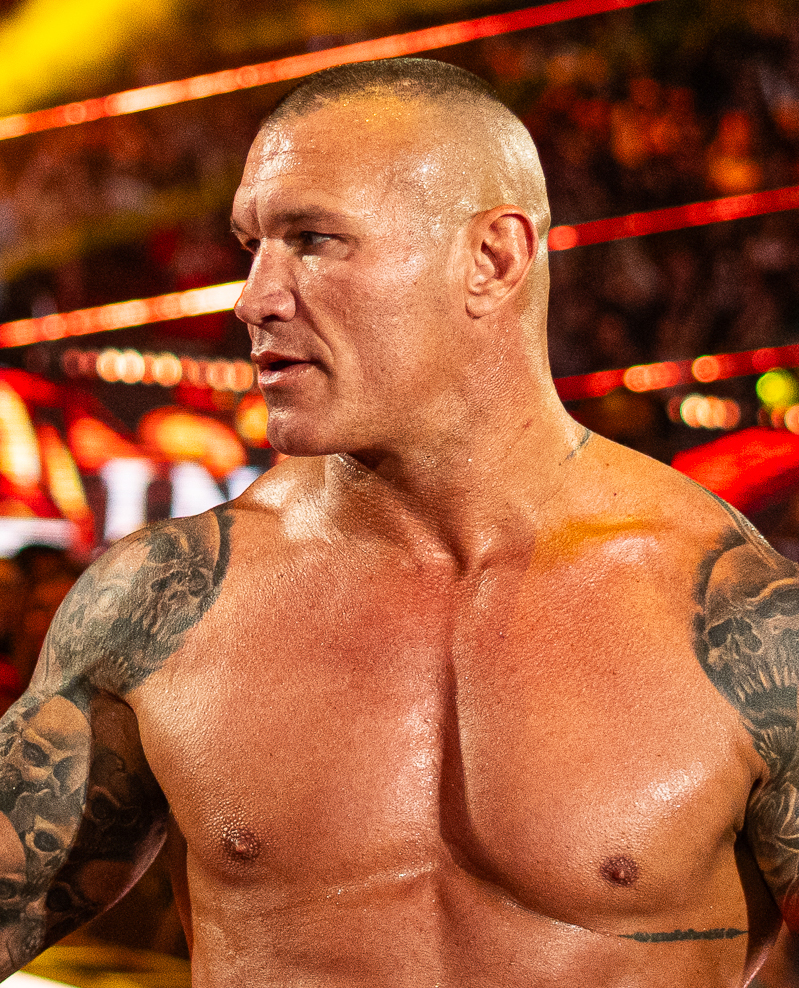
پس از مصدومیت گردن کوین اونز که منجر به از دست دادن رسلمنیا برای او شد، قهرمان ۱۴ دوره جهان، رندی اورتن یک چالش آزاد برای مسابقه در شب دوم اعلام کرد.

پس از پایان رویداد بد بلاد در ۵ اکتبر ۲۰۲۴، ویدیویی از حمله کوین اونز به کودی رودز درحالی که رودز در حال ورود به اتوبوسش بود، توسط طرفداران پخش شد. در هفته‌های بعد، رندی اورتن که دوست مشترک اونز و رودز بود، تلاش کرد تا صلح را بین این دو حفظ کند، اما اونز در پارکینگ به اورتن حمله کرد و معتقد بود که اورتن، رودز را به جای او انتخاب کرده و از او حمایت می‌کند. در رویداد کراون جول به تاریخ ۲ نوامبر، مسابقه‌ای بین اونز و اورتن ثبت شده بود اما پیش از شروع رسمی مسابقه، درگیری بین این دو در محل برگزاری رخ داد و مسابقه هرگز شروع نشد. هفته بعد در شوی اسمک‌داون، درگیری دیگری رخ داد که در جریان آن، اونز به اورتن،‌ فن ممنوعه پکیج پال‌درایور را زد که باعث مصدومیت اورتن شد. چهار ماه بعد در رویداد الیمینیشن چمبر، اورتن بازگشت و پس از اینکه اونز، سمی زین را در یک مسابقه بدون قانون شکست داد، به او حمله کرد. در شوی اسمک‌داون به تاریخ ۲۱ مارس، اورتن، اونز را به مسابقه در رسلمنیا ۴۱ دعوت کرد که رسمی شد. با این حال، در شوی اسمک‌داون به تاریخ ۴ آوریل، اونز اعلام کرد که از ناحیه گردن مصدوم شده است و برای مدت نامعلومی از میادین دور خواهد بود، به همین سبب این مسابقه لغو شد. پس از این اتفاق، اورتن گفت که این رسلمنیا را هرگز از دست نخواهد داد و در شوی اسمک‌داون قبل از رسلمنیا اعلام کرد که یک چالش آزاد برای شب دوم اعلام می‌کند.

## اتفاقات

نمایی از صحنه رسلمنیا ۴۱

### شب اول

#### مسابقات ابتدایی
شب اول رسلمنیا با مدیر ارشد محتوای دبلیودبلیوئی، تریپل اچ و تقدیر از تماشاگران و دعوت برای تماشای شو آغاز شد.
در نخستین مسابقه، گانتر از عنوان قهرمانی سنگین‌وزن جهان در برابر برنده مسابقه رویال رامبل ۲۰۲۵، جی اوسو دفاع کرد. پس از رد و بدل شدن چندین پاوربامب و اسپیر توسط یکدیگر، اوسو با انجام سه اوسو اسپلش و نگه‌داشتن گانتر در سابمیشن، موفق به شکست او شد و قهرمان جدید عنوان سنگین‌وزن جهان شد.
در مسابقه دوم، وار ریدرز (اریک و آیوار) از عناوین قهرمانی تگ تیم جهان در برابر نیو دی (کوفی کینگستون و اگزویر وودز) دفاع کردند. با وجود انجام فینیشر ترابل این پارادایز توسط کینگستون به اریک، او تسلیم نشد. آیوار نیز یک مونسالت روی وودز اجرا و او را پین کرد که توسط کینگستون، پین شکسته شد. در پایان، کینگستون و وودز با انجام فن ترکیبی، آیوار را پین کردند و قهرمانان جدید عناوین تگ تیم جهان شدند. این اولین پیروزی نیو دی در رسلمنیا بود.
پس از آن، جید کارگیل در مقابل نائومی قرار گرفت. پس از اجرای پاوراسلم توسط کارگیل به نائومی و رانینگ بولداگ توسط نائومی به کارگیل، نائومی موفق به نگه‌داشتن کارگیل در سابمیشن شد؛ با این حال کارگیل خود را از سابمیشن رها کرد و با اجرای پاوربامب، موفق به پیروزی شد.
در چهارمین مسابقه، ال ای نایت از عنوان قهرمانی ایالات متحده در مقابل جیکوب فاتو دفاع کرد. بیشتر طول مسابقه در اختیار فاتو بود. در یک نقطه، نایت توانست مون‌سالت فاتو از روی طناب دوم را دفع کرده و فینیشر بی‌اف‌تی خودش را بزند هر چند که موفق نبود. در پایان، فاتو با انجام ساموئن دراپ از بالای طناب و دو بار مون‌سالت از روی طناب دوم، قهرمان جدید ایالات متحده شد.
در مسابقه بعدی، ری فینیکس که به دلیل مصدومیت ری میستریو، جایگزین او شده بود در مقابل ال‌گرانده امریکانو قرار گرفت. ال‌گرانده پس از قرار دادن یک صفحه فلزی در داخل ماسک خود و ضربه سر زدن به فینیکس در هوا و پس از آن از روی طناب، توانست برنده این مسابقه شود.
در مسابقه ماقبل پایانی، تیفانی استراتون از عنوان قهرمانی زنان دبلیودبلیوئی مقابل شارلوت فلر دفاع کرد. در طول مسابقه، فلر یک پاوربامب و چند بار سابمیشن فیگرفور را انجام داد که باعث شکست تیفانی نشد. استراتون نیز یک‌بار به روی فلر مونسالت زد که ناموفق بود. در پایان، استراتون با زدن اسپیر و پریتیِسْت مونسالت اِوِر به فلر، از عنوان قهرمانی خود دفاع کرد.

#### مسابقه پایانی
در مین‌ایونت شب، سث رالینز، رومن رینز و سی‌ام پانک (با همراهی پاول هیمن) در مسابقه سه‌نفره مقابل هم قرار گرفتند. در طول مسابقه، پانک به طور همزمان یک دی‌دی‌تی به روی رالینز و رینز اجرا کرد و پس از آن به روی رالینز یک ضربه با آرنج نیز زد اما بعد از آن از رینز یک سوپر من پانچ خورد. پانک و رینز به‌ترتیب با اسپیر و جی‌تی‌اس مقابله کرد و پانک به روی رینز سابمیشن آناکودا وایس استفاده کرد که رالینز با فراگ اسپلش، سابمیشن را شکست. پس از آن، رینز به هر دوی رالینز و پانک اسپیر زد، اما در بار دوم رالینز اسپیر را به پدگری تبدیل کرد. پس از درگیری بین این سه، رینز به روی پانک و رالینز بر روی میز تماشاگران، پاوربامب زد و در داخل رینگ به رالینز اسپیر زد اما رالینز تسلیم نشد. در دقایق پایانی، این سه نفر با سابمیشن‌های شارپ شوتر، آناکودا وایس و گیوتین لاک قصد تسلیم کردن همدیگر را داشتند که در هر سه مورد ناموفق بودند. بعد از آن، پانک به رینز جی‌تی‌اس و رالینز به پانک استامپ زد.
با افتادن هر سه نفر آنها، پاول هیمن یک صندلی فولادی گرفت و آن را برای پانک فرستاد. با این حال هیمن از پشت به پانک خیانت کرد و صندلی را به رینز داد، رینز نیز چندین بار با صندلی به پانک حمله کرد. پس از آن هیمن به رینز اشاره کرد تا رالینز را با صندلی از پشت بزند که پیش از آنکه رالینز را بزند، هیمن به رینز نیز خیانت کرد. سپس رالینز با صندلی به رینز ضربه زد و با اجرای استامپ و پین کردن رینز، برنده مسابقه شد و به همراه هیمن از رینگ خارج شد.

### شب دوم

#### مسابقات ابتدایی
شب دوم رسلمنیا با استفانی مک‌من و تقدیر از تماشاگران آغاز شد.
در اولین مسابقه، ایو اسکای از عنوان قهرمانی جهانی زنان در مقابل بیانکا بلر و ریا ریپلی در مسابقه سه نفره دفاع کرد. اسکای در ابتدای کار با اجرای یک بلاک‌باستر به صورت همزمان به ریپلی و بلر، باعث شد آنها به بیرون رینگ پرتاب شوند؛ پس از آن اسکای به سمت بیرون رینگ به ریپلی مونسالت زد. پس از آن، کلوزلاین و سوپلکس های متعدد بین کشتی‌گیران مخصوصا از سوی بلر به رقبا رد و بدل شد. در این حین، ریپلی با زدن فن ریزر اج به اسکای، او را پین کرد اما اسکای تسلیم نشد. بلر هم یک بار فینیشر کیس آو دِث خودش را به اسکای زد اما با دخالت ریپلی، پین شکسته شد. پس از رد و بدل فینیشر بین بلر و ریپلی، اسکای توانست با انجام مونسالت از بالای رینگ به روی بلر و پین کردن او، همچنان قهرمان عنوان جهانی زنان باقی بماند.
در مسابقه دوم که مسابقه بدون قانون با عنوان «دعوای خیابانی» بود، دیمین پریست مقابل درو مکینتایر قرار گرفت. در ابتدای کار، مکینتایر با زدن کلیمور و ضربات صندلی به پریست، قصد داشت سریعا پیروز مسابقه شود، با این حال پریست تسلیم نشد و به مکینتایر، ریزر اج زد. مکینتایر نیز پس از آن با زدن دی‌دی‌تی بر روی پلکان کنار رینگ و کلیمور توانست پیروز این مسابقه شود.
پس از آن، بران بریکر از عنوان قهرمانی بین قاره‌ای خود در مقابل پنتا، فین بلر و دامینیک میستریو دفاع کرد. بریکر در ابتدای کار به بلر پاوراسلم و به میستریو اسپیر زد. پس از آن، پنتا نیز با زدن پنتادرایور به بلر و پین کردن او، قصد پیروزی داشت که بریکر پین را شکست. پنتا پس از آن به میستریو، دیسترویر زد که کارلیتو، هم‌تیمی میستریو و بلر، میستریو را از رینگ به بیرون کشید؛ هر چند پس از آن بریکر به کارلیتو اسپیر زد. بلر پس از آن به بریکر کوپ تو گراس زد، اما میستریو با زدن فراگ اسپلش به روی بلر و پین کردن هم‌تیمی خودش، برنده مسابقه و قهرمان جدید عنوان بین قاره‌ای شد.
چهارمین مسابقه، اوپن چلنج رندی اورتن بود که مشخص شد حریف اورتن در رسلمنیا، قهرمان عنوان جهانی تی‌ان‌ای، جو هندری است. در این مسابقه کوتاه، هندری ابتدا آرکی‌او اورتن را دفع کرد و به او پاوراسلم زد، اما بعد از اورتن، آرکی‌او خورد و اورتن پیروز مسابقه شد.

#### مسابقه پایانی
در واپسین مسابقه رسلمنیا ۴۱، کودی رودز بایستی از عنوان قهرمانی دبلیودبلیوئی مقابل جان سینا دفاع می‌کرد؛ مسابقه‌ای که به عنوان رقابت چهره‌های اصلی فعلی و سابق دبلیودبلیوئی در حال تبلیغ بود.
در لحظات منتهی به پایان مسابقه، رودز با زدن کراس‌رودز در شرف پیروزی قرار داشت اما تراویس اسکات با دخالت در مسابقه و کشیدن داور به بیرون رینگ، مانع از شمارش پین شد. پس از آن، سینا توانست با زدن اِی‌اِی به رودز، برای هفدهمین بار قهرمان جهان شود.

## نظرات
این رویداد با نقدهای مثبت و منفی فراوانی همراه بود. سی‌بی‌اس اسپورتز به مین‌اونت شب اول نمره A داد و آن را «مسابقه‌ای با اجرای زیبا، از ورود پانک تا پایان تکان‌دهنده» نامید. منتقدان دیگری نظیر وید کلر[en] از Pro Wrestling Torch نیز اتحاد هیمن با رالینز را به فال نیک گرفت و اظهار داشت که این اتفاق «به سث، شخصیت جدیدی برای کار و پویایی جدیدی می‌دهد» اما پردازش این پویایی زمان زیادی خواهد برد.
کلر در مورد مین‌اونت شب دوم نیز گفت که دبلیودبلیوئی «توانست مسابقه را به خوبی پشت سر بگذارد»، اما اینکه تراویس اسکات «نقطه عطفی برای پیروزی سینا باشد، در حالی که هیچ‌کس در چارچوب دبلیودبلیوئی به او اهمیتی نمی‌دهد»، «بی‌معنی» بود. در ادامه اظهاراتش او گفت که پیروزی سینا تعجب‌آور نبود زیرا «به نظر می‌رسید که این فصل منطقی بعدی در داستان بازنشستگی سینا است». سی‌بی‌اس اسپورتز نیز به مین‌اونت شب دوم نمره C داد و اظهار داشت که «دخالت اسکات و به دنبال آن یک ضربه کمربند، فقط یک راه ناامیدکننده برای پایان دادن به همه چیز بود، به خصوص با توجه به انتظارات از حضور د راک».
دیو ملتزر[en]، یکی از بزرگ‌ترین و معروف‌ترین کارشناسان کشتی حرفه‌ای، در خبرنامه WON، نمرات مسابقات را اعلام کرد. در شب اول؛ او برای مسابقه قهرمانی سنگین‌وزن جهان ۳/۷۵ ستاره، مسابقه قهرمانی تگ تیم جهان ۲/۷۵ ستاره، مسابقه نیومی-کارگیل ۲ ستاره، مسابقه قهرمانی ایالات متحده ۳/۷۵ ستاره، مسابقه امریکانو-فینیکس ۲/۷۵ ستاره، مسابقه قهرمانی زنان دبلیودبلیوئی ۱/۷۵ ستاره و مین‌اونت شب اول ۴/۷۵ ستاره را اختصاص داد. برای شب دوم، او به مسابقه قهرمانی جهانی زنان ۵ ستاره (بالاترین امتیاز این رویداد و نخستین مسابقه زنان در تاریخ دبلیودبلیوئی که چنین امتیازی را از ملتزر دریافت کرد)، مسابقه مکینتایر-پریست ۴/۲۵ ستاره، مسابقه قهرمانی بین قاره‌ای ۴/۲۵ ستاره، مسابقه اورتن-هندری ۰ ستاره، مسابقه استایلز-پاول ۳/۵ ستاره، مسابقه قهرمانی تگ تیم زنان ۲ ستاره و مین‌اونت شب دوم ۱/۷۵ ستاره داد.

## نتایج
| ردیف | مسابقه | توضیحات                                                           | زمان  |
| ---- | --- | ----------------------------------------------------------------- | ----- |
| ۱    | جی اوسو پیروز در مقابل گانتر (ق)                                                                                            | مسابقه تک به تک عادی برای عنوان قهرمانی سنگین‌وزن جهان             | ۱۶:۳۰ |
| ۲    | نیو دی (کوفی کینگستون و اگزویر وودز) پیروز در مقابل وار ریدرز (اریک و آیوار) (ق)                                            | مسابقه تگ تیم برای عنوان قهرمانی تگ تیم جهان                      | ۰۹:۱۵ |
| ۳    | جید کارگیل پیروز در مقابل نائومی                                                                                            | مسابقه تک به تک عادی                                              | ۰۹:۲۰ |
| ۴    | جیکوب فاتو پیروز در مقابل ال ای نایت (ق)                                                                                    | مسابقه تک به تک عادی برای عنوان قهرمانی ایالات متحده دبلیودبلیوئی | ۱۰:۴۰ |
| ۵    | ال‌گرانده امریکانو پیروز در مقابل ری فینیکس به دلیل مصدومیت ری میستریو در شوی اسمک‌داون قبل از رسلمنیا، فینیکس جایگزین او شد. | مسابقه تک به تک عادی                                              | ۰۷:۵۵ |
| ۶    | تیفانی استراتون (ق) پیروز در مقابل شارلوت فلر                                                                               | مسابقه تک به تک عادی برای عنوان قهرمانی زنان دبلیودبلیوئی         | ۱۹:۰۵ |
| ۷    | سث رالینز پیروز در مقابل رومن رینز و سی‌ام پانک (به‌همراه پال هیمن)                                                           | مسابقه سه‌نفره                                                     | ۳۲:۵۵ |

| ردیف | مسابقه | توضیحات                                                           | زمان  |
| ---- | --- | ----------------------------------------------------------------- | ----- |
| ۱    | ایو اسکای (ق) پیروز در مقابل بیانکا بلر و ریا ریپلی | مسابقه سه نفره برای عنوان قهرمانی جهانی زنان                      | ۱۴:۲۵ |
| ۲    | درو مکینتایر پیروز در مقابل دیمین پریست | مسابقه تک به تک بدون قانون                                        | ۱۳:۵۵ |
| ۳    | دامینیک میستریو پیروز در مقابل بران بریکر (ق)، فین بلر و پنتا                                                                                               | مسابقه چهار نفره برای عنوان قهرمانی بین قاره‌ای دبلیودبلیوئی       | ۱۰:۳۰ |
| ۴    | رندی اورتن پیروز در مقابل جو هندری | مسابقه تک به تک عادی این مسابقه یک اوپن چلنج بود.                 | ۰۳:۱۰ |
| ۳    | لوگان پاول پیروز در مقابل ای‌جی استایلز | مسابقه تک به تک عادی                                              | ۱۷:۵۰ |
| ۵    | لایرا والکیریا و بکی لینچ پیروز در مقابل لیو مورگان و راکل رودریگز (ق) در ابتدا هم‌تیمی والکیریا، بیلی بود اما به دلیل حمله در پشت صحنه در شب اول، مصدوم شد. | مسابقه تگ تیم برای عنوان قهرمانی تگ تیم زنان دبلیودبلیوئی         | ۰۸:۴۰ |
| ۷    | جان سینا پیروز در مقابل کودی رودز (ق) | مسابقه تک به تک عادی برای عنوان قهرمانی بی‌چون و چرای دبلیودبلیوئی | ۲۱:۴۰ |